# Oleksiivka, raionul Sumî, regiunea Sumî
Oleksiivka (în ucraineană Олексіївка) este localitatea de reședință a comunei Oleksiivka din raionul Sumî, regiunea Sumî, Ucraina.

## Demografie
Componența lingvistică a localității Oleksiivka
     Ucraineană (93,24%)
     Rusă (5,67%)
Conform recensământului din 2001, majoritatea populației localității Oleksiivka era vorbitoare de ucraineană (93,24%), existând în minoritate și vorbitori de rusă (5,67%).